# وزلبرگ
وزلبرگ (به آلمانی: Weselberg) یک شهر در آلمان است که در زودوستپفالتس واقع شده‌است. وزلبرگ ۱٬۳۹۴ نفر جمعیت دارد.